# Plocaniophyllon
Plocaniophyllon es un género monotípico de plantas con flores de la familia Rubiaceae. Su única especie, Plocaniophyllon flavum, es originaria de la región de Chiapas, en México.

## Taxonomía
Plocaniophyllon flavum fue descrita por Townshend Stith Brandegee y publicado en University of California Publications in Botany 6(4): 69, en el año 1914.
Sinonimia
- Deppea flava (Brandegee) L.O.Williams[2]